# Ackerwinden-Bunteulchen

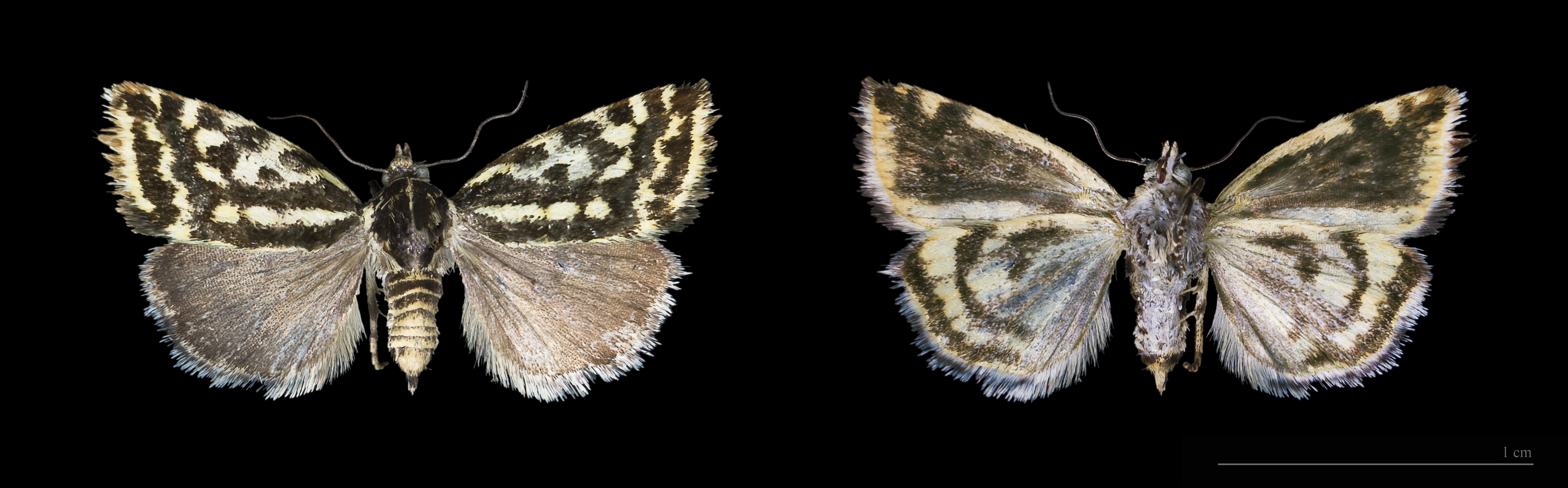
Ober- und Unterseite eines präparierten Männchens

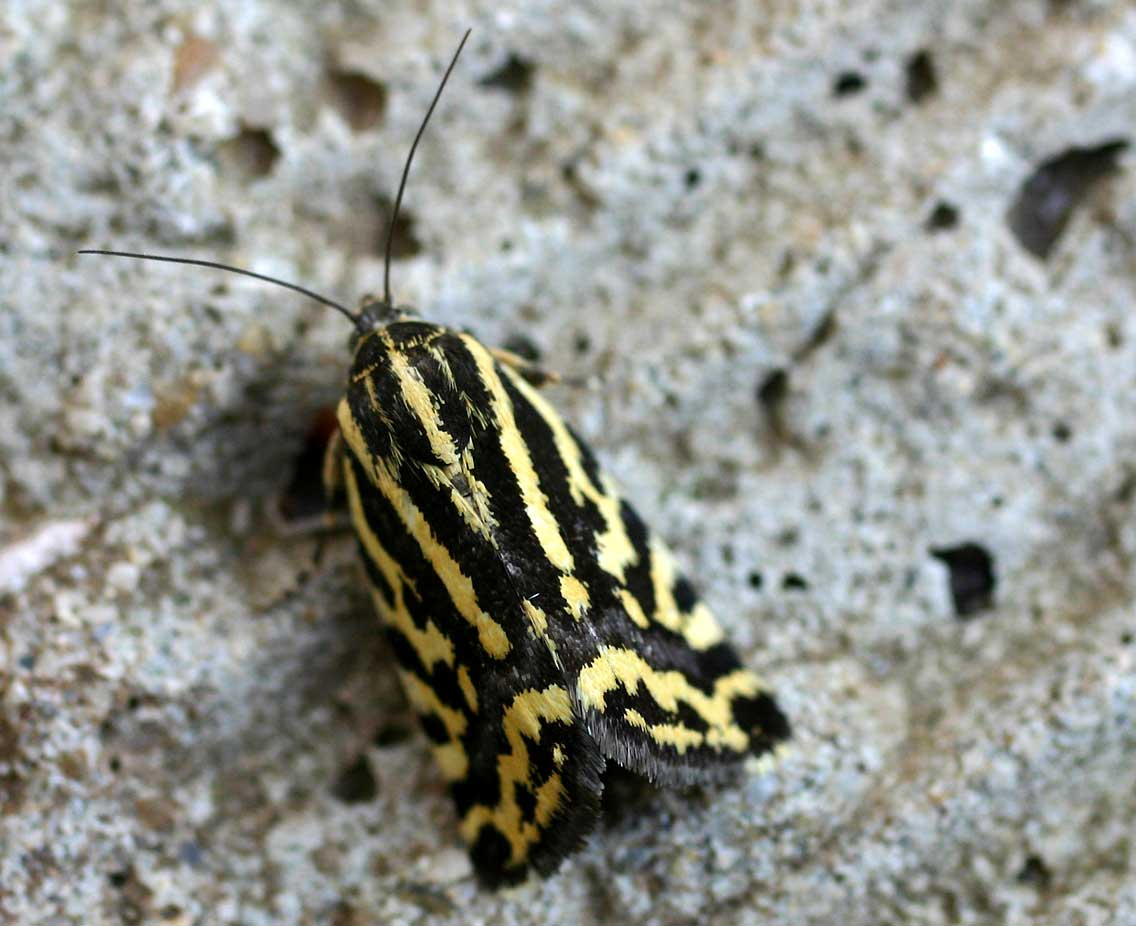

Das Ackerwinden-Bunteulchen, auch Ackerwindenflur-Bunteulchen (Emmelia trabealis), ist ein Schmetterling (Nachtfalter) aus der Familie der Eulenfalter (Noctuidae).

## Merkmale
Die Falter erreichen eine Flügelspannweite von 18 bis 24 Millimetern. Die Grundfarbe der Vorderflügel ist dunkelbraun. Direkt am Saum befindet sich eine schmutziggelbe, fast gerade Querlinie. Die Lage der Querlinie ist gering variabel, sodass die Fransen gelblich oder teilweise auch dunkelbraun sind. Wurzelwärts folgt auf die erste Querlinie eine gewellte bis leicht gezackte gelbliche Querlinie. Vor dem Innenrand und parallel zu diesem verläuft eine weitere gelbe, gerade Linie. Vor dem Vorderrand befindet sich eine weitere, gewundene gelbe „Linie“ mit kräftigen Auswüchsen nach beiden Seiten. Diese Linie kann bei manchen Exemplaren kräftiger ausgebildet sein und dann eher als gelbes Feld mit braunen Flecken und Einbuchtungen beschrieben werden. Selten kommen auch verdunkelte, fast einfarbig schwarzbraun gefärbte Exemplare vor, die als f. nigra bezeichnet werden. Die Hinterflügel sind überwiegend dunkelbraun und hellen zur Wurzel hin auf.
Die grünen Eier sind länglich, kegelförmig mit einer abgeplatteten Basis und besitzen deutliche Längsrippen. Um die gerundete Spitze befinden sich unregelmäßige rote Flecken.
Die Raupen sind schlank und weisen verdickte Brustsegmente auf. Ihre Körperfarbe reicht von grün bis braun. Die Rückenlinie ist dunkler und von helleren Linien eingefasst. Die Seitenstreifen sind weißlich bis gelb, je nach Farbe der Raupen. Der Kopf ist verhältnismäßig klein und braun gefärbt. Der Scheitel ist etwas hervorgehoben und gelblich.
Die Puppe ist verhältnismäßig klein, und braunrot oder grün gefärbt.

## Geographische Verbreitung und Lebensraum
Das Verbreitungsgebiet der Art erstreckt sich über große Teile Europas, Nordafrikas, des Mittleren Ostens und Russlands bis nach Nordchina und Japan. Auf den Britischen Inseln fehlt sie, ebenso wie in weiten Teilen Nordwestdeutschlands.
Die Tiere leben überwiegend im Flachland bis Hügelland, vor allem in Gegenden, die eher trocken und warm sind. Deshalb fehlt die Art auch in den meisten Regionen Nordwestdeutschlands und den Mittelgebirgen. Bevorzugt werden Brachen, Feldwege und sonnige Hänge, an denen die Ackerwinde (Convolvulus arvensis) vorkommt. In den Alpen steigen sie aber bis auf 2.000 Meter. Die Art ist stellenweise noch häufig, ihre Bestände scheinen aber rückläufig zu sein. Auf den Britischen Inseln ist die Art anscheinend ausgestorben.

## Lebensweise
Die nachtaktiven Falter fliegen jährlich in einer oder zwei Generationen von Mai bis Juli und dann wieder von August bis Anfang September. Die zweite Generation ist meist unvollständig und fällt in ungünstigen, kühlen Jahren sogar aus. Die Falter können leicht in Wiesen aufgescheucht werden. Die Raupen sind im Juli und dann wieder von August bis September zu finden. Sie ernähren sich ausschließlich von den Blüten der Ackerwinde. Sie sind nachtaktiv und verstecken sich tagsüber in den Blüten der Futterpflanze. Die Puppen überwintern, manchmal schlüpfen sie erst im übernächsten Jahr. In Zuchten wurde beobachtet, dass sie sogar bis zu vier Winter überliegen können.

## Gefährdung und Schutz
Das Ackerwinden-Bunteulchen wird in Deutschland auf der Vorwarnliste (V) der Roten Liste geführt.